# Margherita di Fiandra (1272-1331)
Margherita Dampierre o di Fiandra (1272 – 1331) fu consorte dell'erede del re di Scozia, dal 1276 al 1283, poi fu Duchessa consorte di Limburgo, dal 1286 al 1288 e Contessa consorte di Gheldria di Zutphen dal 1286 al 1326.

## Origine
Margherita, secondo il Kronijk van Arent toe Bocop, era figlia del Conte di Fiandra, Guido di Dampierre e della sua seconda moglie Isabella di Lussemburgo († 1298), figlia di Enrico IV di Lussemburgo e di Margherita de Bar.
Guido di Dampierre, secondo la Genealogica Comitum Flandriæ Bertiniana, Continuatio Leidensis et Divionensis, era il figlio secondogenito del signore di Dampierre, Guglielmo II e della futura contessa delle Fiandre e contessa di Hainaut, Margherita, che, secondo la Genealogica Comitum Flandriæ Bertiniana, Continuatio Marchianensis era la figlia secondogenita del Conte delle Fiandre, Conte di Hainaut, ed anche primo imperatore dell'impero latino di Costantinopoli, Baldovino delle Fiandre o di Hainaut e di Maria di Champagne, figlia, secondo il Gisleberti Chronicon Hanoniense, del conte di Champagne e di Brie, Enrico I e di Maria di Francia, che, secondo la Chronica Albrici Monachi Trium Fontium era la figlia primogenita del re di Francia, Luigi VII e della duchessa d'Aquitania e Guascogna e contessa di Poitiers, Eleonora.

## Biografia
Secondo il Liber Pluscardensis, Historians of Scotland, Vol. II, nel 1276, a Roxburgh, Margherita fu data in sposa ad Alessandro di Scozia (1264 – 1284), figlio ed erede del re di Scozia, Alessandro III (Alexander filius Alexandri tercii) e di Margherita d'Inghilterra (Margaretæ sororis Edwardi Langschankiæ regis Angliæ); i festeggiamenti durarono 15 giorni, ma Alessandro non visse molto a lungo e morì, nel 1284; anche gli Extracta ex Variis Cronicis Scocie, from the Ancient Manuscript riportano il matrimonio, nel 1276, riportando inoltre che Alessandro morì, nel suo ventesimo anno di età e che Margherita fece rientro nelle Fiandre.
Verso il 1286, secondo il Kronijk van Arent toe Bocop, Margherita si risposò, in seconde nozze, col Conte di Gheldria e di Zutphen, e Duca di LimburgoRinaldo I, che, sempre secondo il Kronijk van Arent toe Bocop, era il figlio maschio primogenito del Conte di Gheldria e di Zutphen, Ottone II e di Filippa di Dammartin, che, secondo la Chronica Albrici Monachi Trium Fontium, era figlia di Simone di Dammartin, conte d'Aumale e della moglie, Maria di Ponthieu, contessa del Ponthieu e di Montreuil, che, secondo il Roderici Toletani Archiepiscopi De Rebus Hispaniæ, era l'unica figlia del conte di Ponthieu, Guglielmo II e della moglie, Adele di Francia, contessa di Vexin, che era figlia del re di Francia, Luigi VII e della sua seconda moglie, Costanza di Castiglia, e sorellastra del re di Francia, Filippo II Augusto, come conferma anche la Chronica Albrici Monachi Trium Fontium; il documento n° CCLXIX, datato 21 aprile 1286 della Histoire du Limbourg, vol VI: Codex diplomaticus Valkenburgensis., attesta il contratto di matrimonio di Rinaldo con Margherita, figlia di Guido di Dampierre e di Isabella di Lussemburgo; Rinaldo, secondo la Histoire du Limbourg, vol IV: Codex diplomaticus Dalemensis, era vedovo di Ermengarda di Limburgo, e dal matrimonio con Ermengarda, non aveva avuto discendenza.
Il 20 maggio 1301, suo marito, Rinaldo (Reynaldus comes Gelrensis), assieme a Margherita (domine Margarete comitissarum Gelrensium), fecero una donazione all'abbazia di Graefenthal (cloester Grevendaell), in suffragio delle anime dei genitori, Ottone III (pater suo domino Ottone quondam comite Gelrensi) e Filippa (matris sue domine Philippe) e della prima moglie, Ermengarda (uxorum suarum domine Yrmegardis), come da documento degli Acten betreffende Gelre en Zutphen.
Margherita rimase vedova per la seconda volta; Reginaldo morì nel 1326, come ci viene confermato dal Kronijk van Arent toe Bocop, e gli succedette il figlio primogenito, Rinaldo.
La morte di Rinaldo viene confermata da lettera n° 1309 del Rheinlande Vatikanischen, Band II di Papa Giovanni XXII alla vedova Margherita, datata 17 ottobre 1327.
Margherita morì nel 1331, come ci viene confermato dal Kronijk van Arent toe Bocop.

## Figli
Margherita ad Alessandro non diede figli.
Margherita a Rinaldo diede sei figli:
- Rinaldo[21] (circa 1295; † 1343), Conte di Gheldria e Conte di Zutphen[18]
- Guido[21] († circa 1315)
- Filippo[21] († giovane)
- Elisabetta[21] (1299 † 1354), Badessa di Santa Clara a Colonia, citata nel documento n° 183 del Gedenkwaardigheden uit de Geschiedenis van Gelderland (Arnhem), Eeerste Deel[22];
- Filippa († 1352), Suora di Santa Clara a Colonia, citata nel documento n° 183 del Gedenkwaardigheden uit de Geschiedenis van Gelderland (Arnhem), Eeerste Deel[22];
- Margherita (circa 1290; † 1331),  che sposò Teodorico VIII, conte di Clèves, come da documento n° 201 del Gedenkwaardigheden uit de Geschiedenis van Gelderland (Arnhem), Eeerste Deel[23].

## Ascendenza
|                           |                          |                               | Genitori                   |  |  | Nonni |  |  | Bisnonni            |  |  | Trisnonni                |  |
|                           |                          |                               |                            |  |  |       |  |  | Guy II di Dampierre |  |  | Guglielmo I di Dampierre |  |
|                           |                          |                               |                            |  |  |       |  |  | Guy II di Dampierre |  |  | Guglielmo I di Dampierre |  |
|                           |                          | Ermengarda di Toucy           |                            |  |  |       |  |  | Guy II di Dampierre |  |  |                          |  |
| Guglielmo II di Dampierre |                          |                               |                            |  |  |       |  |  | Guy II di Dampierre |  |  |                          |  |
|                           |                          | Matilde I di Borbone          | Arcimbaldo di Borbone      |  |  |       |  |  |                     |  |  |                          |  |
|                           |                          | Matilde I di Borbone          | Arcimbaldo di Borbone      |  |  |       |  |  |                     |  |  |                          |  |
|                           |                          | Matilde I di Borbone          | Alice di Borgogna          |  |  |       |  |  |                     |  |  |                          |  |
| Guido di Dampierre        |                          | Matilde I di Borbone          |                            |  |  |       |  |  |                     |  |  |                          |  |
|                           |                          | Baldovino I di Costantinopoli | Baldovino V di Hainaut     |  |  |       |  |  |                     |  |  |                          |  |
|                           |                          | Baldovino I di Costantinopoli | Baldovino V di Hainaut     |  |  |       |  |  |                     |  |  |                          |  |
|                           |                          | Baldovino I di Costantinopoli | Margherita I di Fiandra    |  |  |       |  |  |                     |  |  |                          |  |
| Margherita II di Fiandra  |                          | Baldovino I di Costantinopoli |                            |  |  |       |  |  |                     |  |  |                          |  |
|                           |                          | Maria di Champagne            | Enrico I di Champagne      |  |  |       |  |  |                     |  |  |                          |  |
|                           |                          | Maria di Champagne            | Enrico I di Champagne      |  |  |       |  |  |                     |  |  |                          |  |
|                           |                          | Maria di Champagne            | Maria di Francia           |  |  |       |  |  |                     |  |  |                          |  |
| Margherita di Fiandra     |                          | Maria di Champagne            |                            |  |  |       |  |  |                     |  |  |                          |  |
|                           | Valerano III di Limburgo | Enrico III di Limburgo        |                            |  |  |       |  |  |                     |  |  |                          |  |
|                           | Valerano III di Limburgo | Enrico III di Limburgo        |                            |  |  |       |  |  |                     |  |  |                          |  |
|                           | Valerano III di Limburgo | Sofia di Saarbrücken          |                            |  |  |       |  |  |                     |  |  |                          |  |
| Enrico V di Lussemburgo   | Valerano III di Limburgo |                               |                            |  |  |       |  |  |                     |  |  |                          |  |
|                           |                          | Ermesinda di Lussemburgo      | Enrico IV di Lussemburgo   |  |  |       |  |  |                     |  |  |                          |  |
|                           |                          | Ermesinda di Lussemburgo      | Enrico IV di Lussemburgo   |  |  |       |  |  |                     |  |  |                          |  |
|                           |                          | Ermesinda di Lussemburgo      | Agnese di Gheldria         |  |  |       |  |  |                     |  |  |                          |  |
| Isabella di Lussemburgo   |                          | Ermesinda di Lussemburgo      |                            |  |  |       |  |  |                     |  |  |                          |  |
|                           |                          | Enrico II di Bar              | Teobaldo I di Bar          |  |  |       |  |  |                     |  |  |                          |  |
|                           |                          | Enrico II di Bar              | Teobaldo I di Bar          |  |  |       |  |  |                     |  |  |                          |  |
|                           |                          | Enrico II di Bar              | Ermesinda di Bar-sur-Seine |  |  |       |  |  |                     |  |  |                          |  |
| Margherita di Bar         |                          | Enrico II di Bar              |                            |  |  |       |  |  |                     |  |  |                          |  |
|                           |                          | Filippa di Dreux              | Roberto II di Dreux        |  |  |       |  |  |                     |  |  |                          |  |
|                           |                          | Filippa di Dreux              | Roberto II di Dreux        |  |  |       |  |  |                     |  |  |                          |  |
|                           |                          | Filippa di Dreux              | Agnès de Baudement         |  |  |       |  |  |                     |  |  |                          |  |
|                           |                          | Filippa di Dreux              |                            |  |  |       |  |  |                     |  |  |                          |  |

### Letteratura storiografica
- (LA)  Histoire du Limbourg, vol VI: Codex diplomaticus Valkenburgensis.
- (FR)  Histoire du Limbourg, vol IV: Codex diplomaticus Dalemensis.
- (NL)  Kronijk van Arent toe Bocop.
- (LA)  Recueil de documents pour servir à l´histoire de Montreuil-sur-Mer 1000-1464, supplément au cartulaire municipale.